# 路易吉·卡佩洛

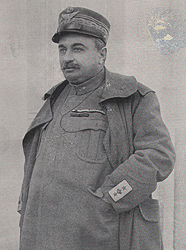
路易吉·卡佩洛

路易吉·卡佩洛（義大利語：Luigi Capello，1859年4月14日—1941年6月25日），意大利军官。
他参加过意土战争，在战斗中表现出众。一战期间，他曾担任过多个军团的指挥官。自1917年6月起，成为意大利第二军的指挥官，率军攻占了戈里齐亚和Banjšice平原。同年11月，因为在卡波雷托战役中战败，他被解除第二军指挥官的职务。
一战结束后，卡佩洛加入国家法西斯党。1923年，因为他与共济会的联系，被开除出党。后来，他在1925年参与了暗杀墨索里尼的计划，因而在1927年被判处三十年监禁。1936年获释。